# لوتس إيفورا
لوتس إيفورا (بالإنجليزية: Lotus Evora)‏ هي سيارة رياضية من تصنيع شركة لوتس للسيارات. بدأ إنتاجها في سنة 2009 وحتى الآن.

## وصلات خارجية
- لوتس إيفورا على الموقع الرسمي لشركة لوتس للسيارات